# 鈴木京香
鈴木京香（日语：／ Suzuki Kyōka，1968年5月31日—），日本女演員，出身於宮城縣富谷町，現為Vanda事務所旗下藝人。

## 經歷
鈴木京香畢業於宮城縣泉高等學校、東北學院大學（Tohoku Gakuin University）經濟學部商學科，大學就學期間已開始從事模特兒的工作。1988年，參加由佳麗寶主辦的泳裝小姐選拔活動，從此進入演藝界。1989年，以電影《愛與平成之色男》出道。1991年起在連續播出一年的NHK晨間小說連續劇《請問芳名》飾演女主角真知子。1995年參與《鬼馬小夫妻》演出後，開展出不同於以往的滑稽風格，從此以後陸續參與多部熱門電視劇的演出。從「奇蹟餐廳」開始，成為三谷幸喜作品裡的班底演員。
2011年，宮城縣仙台市因東日本大震災而有800多人死亡，鈴木京香遂參加由日本放送協會發起的「NHK東日本大震災計劃」，但只以祈禱卻不唱歌的形式，跟其他來自岩手縣、宮城縣及福島縣的名人，一同參與演出復興支援歌曲「花正在開」。2013年，她與長谷川博己因拍劇而互生情愫，並曾傳出於2014年春天結婚。2018年兩人承認已分手，但有消息指兩人仍然在一起。
2023年6月9日，她因身體不適緊急住院接受手術。

## 人物
由於長輩希望能將鈴木京香培養為具有古都（京都）古風的優雅女性，因此命名為「京香」。

## 戲劇作品

### 電視剧
- 宛如飛翔（1990年、NHK大河劇） - 和宮
- 請問芳名（1991年4月～1992年4月、NHK） - 氏家真知子
- 雙胞胎教師（1993年4月～6月、朝日電視台） - 田村由香里
- 炎立（1993年～1994年、NHK大河劇） - 菜香
- 鬼馬小夫妻（1995年1月～2月、富士電視台） - 大庭きわみ
- 奇蹟餐廳（1995年4月～7月、富士電視台） - 三条政子
- 戀人啊（1995年10月～12月、富士電視台） - 宇崎粧子
- 愛的真諦（1996年1月～3月、日本電視台） - 真柴ちひろ
- 她們的婚姻大事（1997年1月～3月、富士電視台） - 高畑キリコ
- 快遞高手（1997年、富士電視台） - 美樹
- 閃亮的人生（1998年1月～3月、富士電視台） - 杉裕里子
- 非洲夜未眠（1999年4月～6月、富士電視台） - 杉立八重子
- 葵德川三代（2000年、NHK大河劇） - 細川ガラシャ
- 不平凡的勇氣（2000年7月～9月、富士電視台） - 犬塚信乃
- 非婚家族（2001年7月～9月、富士電視台） - 千本知華子
- 熱烈的中華飯店（2003年1月～3月、富士電視台） - 橘詩央
- 帥哥醫生（2003年4月～6月、TBS） - 赤城カオリ
- 緋色的記憶（2003年、NHK電視劇） - 吉住薫
- 新選組!（2004年、NHK大河劇） - お梅
- 失去城堡的人（2004年、朝日電視台） - 逢沢瑤子
- 青春之門～筑豊編～（2005年、TBS） - 伊吹タエ
- El Popo Latch來了!!（2006年、NHK） - 礼子
- 華麗一族（2007年1月～3月、TBS） - 高須相子
- SCANDAL（2008年10月～12月、TBS） - 高柳貴子
- 潘朵拉II 飢餓列島（2010年、WOWOW） - 八木沢周子
- 第二處女（日语：セカンドバージン）（2011年10月～12月、NHK） - 中村琉依
- 理想的兒子（2012年、日本电视台） - 主演・鈴木海
- LEGAL HIGH（2012年、富士電視台） - 圭子シュナイダー
- 東野圭吾 懸疑故事（2012年、富士電視台） - 中尾章代
- 夜行觀覽車 (2013年1月、TBS） - 遠藤真弓
- 所以去荒野（2015年1月～3月、NHK）- 森村朋美
- 真田丸（2016年、NHK大河劇） - 寧寧（北政所）
- 笑天家（2017年10月～2018年3月、NHK晨間劇） - 北村啄子[4]
- 未解決之女 警視廳文書搜查官（2018年4月～6月、朝日電視台） - 鳴海理沙
- 夢露死亡之日（モンローが死んだ日）（2019年1月、NHK） - 幸村鏡子
- Grand Maison東京（2019年10月、TBS)  - 早見倫子
- 人氣女神拉麵才遊記（日语：らーめん才遊記）（2020年4月～6月、東京電視台） - 芹沢達美
- 未解決之女 警視廳文書搜查官2（2020年8月～9月、朝日電視台） - 鳴海理沙
- 共演NG（2020年10月～12月、東京電視台） - 大園瞳
- 與死的約定（2021年3月、富士電視台） - 上杉穂波
- 歡迎回來百音（2021年5月～10月、NHK晨間劇） - 永浦亞哉子
- 獅子的點心（2021年6月～8月、NHK BS Premium） - マドンナ
- 鎌倉殿的13人（2022年、NHK大河劇） - 丹後局
- PJ航空救難團（2025年4月～6月、朝日電視台） - 乃木真子

### 網路劇
- 御手洗家、炎上（2023年、Netflix） - 御手洗真希子

### 電影
- 愛與平成之色男（1989年） - 坂木恵子
- 哥吉拉vs碧奧蘭蒂（1989年） - スーパーX2オペレーター
- 119（1994年） - 日比野ももこ
- 大失戀（1994年） - 美智子
- 新・居酒屋幽靈（1996年） - 里子
- 良寬（1997年） - 貞心尼
- 心情直播，不NG（日语：ラヂオの時間）（1997年） - 鈴木みやこ
- 刑法第三十九條（1999年） - 小川香深
- BULLET BALLET（1999年） - 桐子
- 助太刀屋助六（2002年） - お仙
- 釣魚傻瓜日記13 阿濱危機一髪!（2002年） - 桐山桂
- 龍馬之妻，她的丈夫與愛人（2002年） - おりょう
- 木曜組曲（2002年） - 塩谷絵里子
- 白晝的星空（2004年） - 由起子
- 血與骨（2004年） - 李英姫
- 戰國自衛隊1549（2005年） - 神崎怜
- 男人們的大和（2005年） - 内田真貴子
- UDON（2006年） - 藤元万里
- SO-RUN MOVIE （2006年） - 理恵
- 阿根廷婆婆 （2007年） - ユリ
- 次郎長三國志 （2008年） - お蝶
- 魔幻時刻 Magic Hour （2008年） - 小夜子
- 重力小丑 （2009年） - 奥野梨江子
- 媽媽的黃色腳踏車 （2009年） - 沖田琴美
- 不沉的太陽 （2009年） - 恩地りつ子
- Sideways（2009年） - 田中麻有子
- 花戀物語：新世紀佳人（2010年） - 奏
- 說謊的男孩與壞掉的女孩(電影版)（2011年） - 坂下恋日
- 第二處女(電影版)（2011年） - 中村琉依
- 清須會議（2013年） - 織田市
- 菜鳥評審員（2014年） - 木澤遙香
- 姐姐的私廚（2018年） - 美冬
- 型男主廚三星夢：巴黎篇（2024年） - 早見倫子

### 廣告
- 東京電力
- 佳麗寶化粧品
- 可口可樂
- 武田藥品工業
- 豐田汽車（2005年～2006年）
- NTT DOCOMO（1996年～2002年）
- 三得利
- 瑞穗銀行（2006年）
- 麒麟麥酒・良質素材（2007年）
- 資生堂・TSUBAKI（2007年-）

### 舞台劇
- 巖流島（1996年） - 阿鶴
- 卡農（2000年） - 沙金
- 太鼓咚咚（2011年） - 袖ヶ浦 [5]
- 朗讀劇『傳達給宮澤賢治的事』（2012年）
- 聲（2013年） - 女
- 家族的基礎〜大道寺家的人們〜（2016年9月 - 10月） - 大道寺須真、尚親之母

## 獎項
| 年份   | 大賞名稱               | 獎項           | 作品                 |
| ------ | ---------------------- | -------------- | -------------------- |
| 1994年 | 第18回日本電影金像獎   | 優秀女配角獎   | 119                  |
| 1998年 | 第16回日劇學院賞       | 最佳女配角獎   | 閃亮的人生           |
| 1997年 | 第21回日本電影金像獎   | 優秀女主角獎   | 心情直播，不NG       |
| 1999年 | 第23回日本電影金像獎   | 優秀女主角獎   | 刑法第三十九條       |
| 1999年 | 第42回藍絲帶獎         | 最佳女主角獎   | 刑法第三十九條       |
| 2002年 | 第26回日本電影金像獎   | 優秀女主角獎   | 馬の妻とその夫と愛人 |
| 2002年 | 第26回山路文子電影獎   | 年度女演員獎   | 馬の妻とその夫と愛人 |
| 2004年 | 第28回日本電影金像獎   | 最優秀女主角獎 | 血與骨               |
| 2007年 | 第10回日刊體育日劇大賞 | 最佳女主角獎   | 華麗一族             |
| 2007年 | 第52回日劇學院賞       | 最佳女配角獎   | 華麗一族             |
| 2009年 | 第33回日本電影金像獎   | 優秀女配角獎   | 不沉的太陽           |
| 2011年 | 東京國際戲劇節         | 最佳女主角獎   | 第二處女             |
| 2013年 | 第76回日劇學院賞       | 最佳女主角獎   | 夜行觀覽車           |
| 2015年 | 第69回每日電影獎       | 田中絹代賞     |                      |

## 外部連結
- Kyoka Suzuki OFFICIAL SITE （页面存档备份，存于）